# Знаурски район
Знаурски район (на осетински: Знауыры район; на руски: Знаурский район) е район в Южна Осетия. Административен център е село Знаур.